# Юлдашево (Учалинський район)
Юлда́шево (рос. Юлдашево, башк. Юлдаш) — село у складі Учалинського району Башкортостану, Росія. Входить до складу Кунакбаєвської сільської ради.
Населення — 683 особи (2010; 670 в 2002).
Національний склад:
- башкири — 94%